# راي إي. ديوك
راي إي. ديوك (بالإنجليزية: Ray E. Duke)‏ هو جندي أمريكي، ولد في 9 مايو 1923 في يتويل في الولايات المتحدة، وتوفي في 26 أبريل 1951 في كوريا في ممالك كوريا الثلاث.